# Maxx (openbaar vervoer)

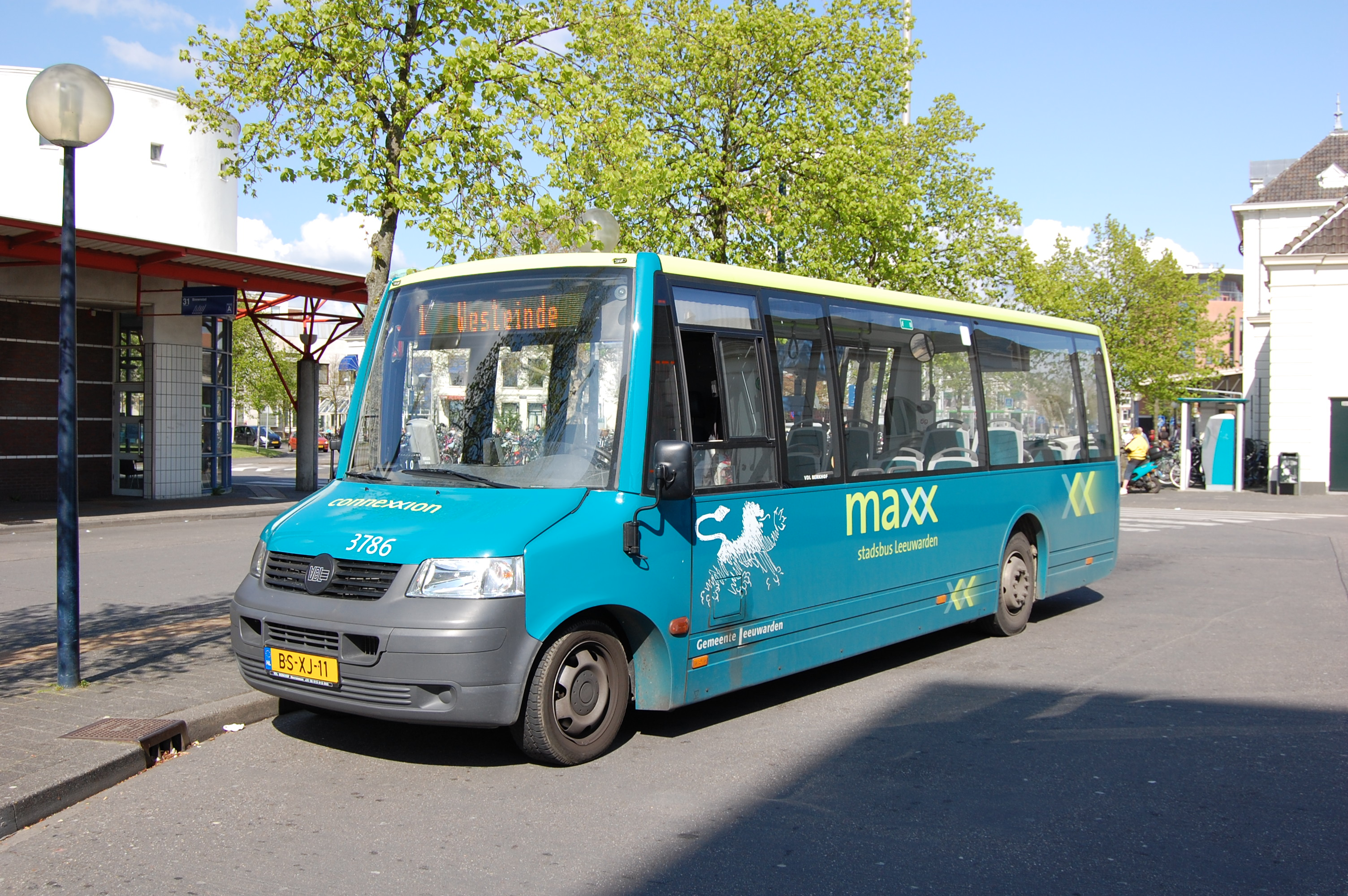
VDL Procity van Maxx Leeuwarden

Maxx was een stadsbusformule van vervoersmaatschappij Connexxion.
Connexxion begon de HOV-formule in Almere. In Zwolle werd Maxx geïntroduceerd met ingang van de nieuwe concessie in september 2005. Per 30 augustus 2010 werd deze concessie overgenomen door Syntus Overijssel, waardoor de formule in Zwolle weer verdween. Hieronder een overzicht van alle stadsdiensten waar Connexxion met Maxx rijdt of heeft gereden:
- Maxx Almere van 4 januari 2004 t/m 9 december 2017
- Maxx Zwolle van 4 september 2005 t/m 29 augustus 2010
- Maxx Leeuwarden van 1 januari 2008 t/m 8 december 2012
- Maxx Alkmaar van 14 december 2008 t/m 22 juli 2018
- Maxx Amersfoort van 14 december 2008 t/m 10 december 2016